# Вакцина ImmunityBio проти COVID-19
Вакцина ImmunityBio проти COVID-19, також відома під назвою hAd5 — кандидат на вакцину проти COVID-19, розроблений американською компанією «ImmunityBio».

## Історія розробки
У квітні 2020 року повідомлено, що продукт, розроблений компанією «ImmunityBio», є потенційною вакциною проти коронавірусу SARS-CoV-2.
1 червня 2020 року вакцину «ImmunityBio» обрали для включення до списку субсидій програми «Operation Warp Speed» для фінансування клінічного дослідження на мавпах на мавпах. Компанія сподівається отримати дозвіл FDA для початку клінічних досліджень на людях у червні 2020 року.

## Технологія та виробництво
Вакцина «ImmunityBio» є невідтворювальним вірусним вектором.
Південноафриканська компанія «BioVac», субсидована державою, планує укласти угоду із зарубіжною компанією для виробництва вакцини проти COVID-19. «BioVac» підписала контракт про виробництво вакцини з американською компанією «ImmunityBio», яка проводила І фазу клінічного дослідження у ПАР. Компанії «ImmunityBio» та «BioVac» планують виробляти вакцину в ПАР, та постачати її як у ПАР, так і в інші країни Африки.

## Клінічні дослідження
Вакцина «ImmunityBio» пройшла І фазу клінічних досліджень у США і ПАР.